# Hovea lorata
Hovea lorata är en ärtväxtart som beskrevs av I.Thomps. Hovea lorata ingår i släktet Hovea och familjen ärtväxter. Inga underarter finns listade i Catalogue of Life.